# В моей жизни
«В моей жизни» — сетевой журнал литературных эссе. Первый выпуск датирован 27 мая 2003 года.
 Каждый выпуск формируется из текстов на одну и ту же тему, специально написанных литераторами различных поколений и эстетических ориентаций. Уже опубликованы выпуски на следующие темы:
- Америка в моей жизни
- Дождь в моей жизни
- Автобус в моей жизни
- Школьный урок в моей жизни
- Стол в моей жизни
- Телевидение в моей жизни
- Английский язык в моей жизни
- Сон в моей жизни
- Мобильный телефон в моей жизни
- Путешествия в моей жизни
- Птицы в моей жизни
- Еда в моей жизни
- Музыка в моей жизни
- Зима в моей жизни

Среди авторов, участвующих в проекте, Александр Бараш, Анатолий Барзах, Алексей Верницкий, Игорь Вишневецкий, Марианна Гейде, Линор Горалик, Олег Дарк, Аркадий Драгомощенко, Вадим Месяц, Дмитрий Александрович Пригов, Макс Фрай, Татьяна Щербина и др.
Журнал «В моей жизни», как указано на сайте, возник как следствие «не иссякающего интереса к non-fiction с одной стороны и к способам непосредственного предъявления литератором своего частного опыта — с другой». Экспериментируя с жанром эссе, авторы журнала, по мнению критика Сергея Костырко, расширяют жанровые границы за счёт элементов новеллистики, лирического дневника, стихотворения в прозе и т. п.

## Адрес
В моей жизни